# Camaïeu
Camaïeu è una tecnica decorativa in chiaroscuro ottenuta con toni diversi dello stesso colore, in genere blu, ma può essere anche verde, porpora o grigio (in tal caso viene denominato grisaille).

## Descrizione
Nata per imitare i decori della porcellana cinese, in particolare del periodo Wanli (1573-1620), fu usata a Rouen dalla manifattura Poterat (1648-1698) per i decori a "broderies" e "lambequins".
Camaieu indica anche il cammeo, inciso a rilievo da un'unica pietra, oppure da una conchiglia, formata da strati sovrapposti di materiale di tinte diverse. Gli effetti tonali sono dati dalla differenza di colore degli strati.